# Tetranchyroderma bulbosum
Tetranchyroderma bulbosum is een buikharige uit de familie Thaumastodermatidae. Het dier komt uit het geslacht Tetranchyroderma. Tetranchyroderma bulbosum werd in 2000 voor het eerst wetenschappelijk beschreven door Clausen. 